# Intégrale de Jacobi
En mécanique céleste, l'intégrale de Jacobi ou constante de Jacobi (d'après Charles Gustave Jacob Jacobi) est la seule quantité conservée dans le problème à trois corps restreint circulaire ; contrairement au cas du problème à deux corps, l'énergie et le moment cinétique du système ne sont pas conservés séparément et une solution analytique générale n'est pas possible. Cette intégrale a été utilisée pour fournir des solutions à des cas particuliers du problème à trois corps.

## Histoire
En 1836, Jacobi obtient la constante du mouvement pour le problème à trois corps, restreint et circulaire,,.

## Définition

### Système de coordonnées synodique

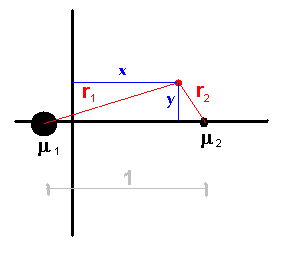
Système co-rotationnel

Le système de coordonnées utilisé est appelé synodique ou système co-rotationnel, placé au barycentre, la ligne connectant les deux masses μ1, μ2 étant choisie comme l'axe x et la longueur unité égale à leur distance. Comme le système tourne en même temps que les deux masses, celles-ci restent stationnaires et positionnées à (−μ2, 0) et à (+μ1, 0)1.
Dans le système de coordonnées (x,  y), l'intégrale de Jacobi s'exprime comme :
{\displaystyle C_{J}=n^{2}(x^{2}+y^{2})+2\left({\frac {\mu _{1}}{r_{1}}}+{\frac {\mu _{2}}{r_{2}}}\right)-\left({\dot {x}}^{2}+{\dot {y}}^{2}+{\dot {z}}^{2}\right)}
où :
- {\displaystyle n={\frac {2\pi }{T}}} est le mouvement moyen (T est la période orbitale)
- {\displaystyle \mu _{1}=Gm_{1}\,\!,\mu _{2}=Gm_{2}\,\!}, pour les masses m1, m2 et G est la constante gravitationnelle
- {\displaystyle r_{1}\,\!,r_{2}\,\!} sont les distances de la particule test aux deux masses

On notera que l'intégrale de Jacobi vaut moins deux fois l'énergie totale par unité de masse dans le référentiel de référence tournant : le premier terme représente l'énergie potentielle centrifuge, le second représente l'énergie potentielle gravitationnelle et le troisième est l'énergie cinétique. Dans ce système de référence, les forces qui agissent sur la particule sont les deux attractions gravitationnelles, la force centrifuge et la force de Coriolis. Puisque les trois premières dérivent de potentiels et que la dernière est perpendiculaire à la trajectoire, elles sont toutes conservatives, et donc l'énergie calculée dans ce système de référence (et donc l'intégrale de Jacobi) est une constante du mouvement. Une preuve calculatoire directe est donnée ci-dessous.

### Système de coordonnées sidéral

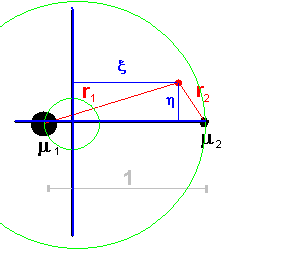
Système de coordonnées inertiel.

Dans le système de coordonnées sidéral inertiel (ξ,  η,  ζ), les masses orbitent autour du barycentre. Dans ce système de coordonnées, l'intégrale de Jacobi s'exprime par :
{\displaystyle C_{J}=2\left({\frac {\mu _{1}}{r_{1}}}+{\frac {\mu _{2}}{r_{2}}}\right)+2n\left(\xi {\dot {\eta }}-\eta {\dot {\xi }}\right)-\left({\dot {\xi }}^{2}+{\dot {\eta }}^{2}+{\dot {\zeta }}^{2}\right).}

## Démonstration
Dans le système co-rotationnel, les accélérations peuvent être exprimées comme les dérivées d'une simple fonction scalaire
{\displaystyle U(x,y,z)={\frac {n^{2}}{2}}(x^{2}+y^{2})+{\frac {\mu _{1}}{r_{1}}}+{\frac {\mu _{2}}{r_{2}}}}
En utilisant une représentation lagrangienne des équations du mouvement :
[Eq.1] {\displaystyle {\ddot {x}}-2n{\dot {y}}={\frac {\delta U}{\delta x}}}
[Eq.2] {\displaystyle {\ddot {y}}+2n{\dot {x}}={\frac {\delta U}{\delta y}}}
[Eq.3] {\displaystyle {\ddot {z}}={\frac {\delta U}{\delta z}}}
En multipliant respectivement les [Eq.1], [Eq.2] et [Eq.3] par {\displaystyle {\dot {x}},{\dot {y}}} et {\displaystyle {\dot {z}}} et en les additionnant, on obtient
{\displaystyle {\dot {x}}{\ddot {x}}+{\dot {y}}{\ddot {y}}+{\dot {z}}{\ddot {z}}={\frac {\delta U}{\delta x}}{\dot {x}}+{\frac {\delta U}{\delta y}}{\dot {y}}+{\frac {\delta U}{\delta z}}{\dot {z}}={\frac {dU}{dt}}}
L'intégration fournit
{\displaystyle {\dot {x}}^{2}+{\dot {y}}^{2}+{\dot {z}}^{2}=2U-C_{J}}
où CJ est la constante d'intégration.
Le terme de gauche représente le carré de la vitesse v de la particule test dans le système co-rotationnel.
1Ce système de coordonnées est non inertiel, ce qui explique l'apparition de termes relatifs aux accélérations centrifuge et de Coriolis.